# Edo Pivčević
Eduard Pivčević (Omiš, 11. kolovoza 1931. - Ujedinjeno Kraljevstvo, 15. kolovoza 2021), hrvatski je filozof i dramatičar.

## Životopis
Eduard Pivčević rodio se je u Omišu 11. kolovoza 1931. Filozofiju je diplomirao na Filozofskom Fakultetu u Zagrebu 1954. Doktorirao ju je dva puta. Prvi puta na Sveučilištu u Münsteru 1958, drugi puta na Sveučilištu u Londonu 1962. Od 1964. do umirovljenja 1997. bio je profesor na Sveučilištu u Bristolu. Preminuo je 15. kolovoza 2021.

#### Monografije
- Ironie als Daseinform bei Søren Kierkegaard, Gütersloh: Gütersloh Verlagshaus Gerd Mohn, (1960)
- Husserl and Phenomenology, London: Hutchinson University Library, (1970)
- The Concept of Reality, London: Duckworth (1986)
- Change and Selves, Oxford: Clarendon Press (1990)
- What is truth?, London: Routledge (1997)
- The Reason Why, Zagreb: Kruzak (2007)
- Man The Rational Animal, Lanham, MD: University Press of America (2019)

#### Drame
- Herr Speer Comes Calling, Bristol: Silverwood Books (2013)

## Vanjske poveznice
- "Hrvatska je čini se izgubila kompas i smeteno se okreće na raskršću" - Intervju za Portal Hrvatskog kulturnog Vijeća